# Lędowo (powiat gdański)
Lędowo (niem. Landau) – wieś w Polsce położona w województwie pomorskim, w powiecie gdańskim, w gminie Pruszcz Gdański na obszarze Żuław Gdańskich.

## Historia
Wieś została założona przez Krzyżaków w 1372 roku. Pierwsze informacje pisane dotyczą świadczeń wsi Landaw na rzecz Zakonu Krzyżackiego i zawarte są w księdze "Das Marienburger Ämterbuch" z 1393 roku. W 1454 roku na mocy przywileju króla Kazimierza Jagiellończyka osada została włączona do gdańskiego patrymonium wiejskiego. W 1547 roku osadnicy holenderscy lokowali wieś na prawie emfiteutycznym. W tym czasie była to wieś wolna, w której została zniesiona pańszczyzna, posiadająca własny 27-punktowy wilkierz. Wieś znajdując się w obrębie należących do miasta Gdańska Żuław Steblewskich w drugiej połowie XVI wieku położona była w ówczesnym województwie pomorskim. W 1646 poza wsią zanotowano istnienie wybudowania Landauerbruch (Kolonia Lędowo), w których na bagnistym terenie żyli mieszkańcy zwani "Dieweil von den Landauer und Brüchern". Odcinali się oni od spraw i obowiązków właściwej wsi wobec parafii w Giemlicach.
W połowie XVII wieku wieś liczyła 16 gospodarstw sąsiedzkich o powierzchni 707 morgów, a pod koniec tego wieku dodatkowo 10 gospodarstw zagrodniczych o powierzchni 115,2 morgów. Na przełomie XVII i XVIII wieku właścicielem wsi był Antoni Florissen. 
Zanotowana liczba ludności w osadzie:
- 1793 - 248 osób w 48 rodzinach
- 1820 - 220 osób
- 1856 - 284 osoby
- 1869 - 279 osób w tym: 76 ewangelików i 203 katolików
- 1905 - 251 osób oraz dodatkowo w Kolonii Lędowo (Landauerbruch) 30 osób
- 1910 - 246 osób
- 1929 - 211 osób

Według rejestru z 1869 roku w Lędowie było 20 gospodarstw chłopskich i 4 zagrodnicze oraz 34 budynki mieszkalne. Poza tym karczma "Zum bunten Bock", dwór i szkoła.
W 1887 roku po reformie administracyjnej weszła w skład powiatu Gdańskie Niziny i podlegała obwodowi w Wocławach, gdzie znajdował się urząd stanu cywilnego, siedziba obwodu, kościół ewangelicki i katolicki. W 1920 roku znalazła się w granicach utworzonego Wolnego Miasta Gdańska, a we wrześniu 1939 roku została zajęta przez III Rzeszę Niemiecką.
W latach 1975–1998 miejscowość należała administracyjnie do województwa gdańskiego.
W II połowie 2016 znajdujący się w miejscowości w ciągu drogi powiatowej nr 3334G Wiślina-Krzywe Koło około 50-letni most na Motławie został rozebrany i kosztem 2,34 mln złotych zastąpiony nowym, z podporami na palach żelbetowych i płytą nośną w postaci żelbetowego monolitu oraz chodnikiem dla pieszych, łączącym się z powstałym w 2010 roku Szlakiem Menonitów. 

## Zabytki
We wsi znajduje się obity deskami budynek na kamiennej podmurówce, zbudowany na przełomie XVIII i XIX wieku. Do 1945 oraz od lat 50. do 70. XX wieku pełnił on funkcje szkoły. Następnie część budynku zaadaptowano na mieszkania komunalne, a część na świetlicę wiejską. Zachowała się oryginalna stolarka okienna, z oknami dwudzielnymi, ośmiokwaterowymi na zawiasach kątowych w drewnianych obramieniach. Część zewnętrznych, drewnianych elementów konstrukcyjnych budynku zostało precyzyjnie odtworzonych. Położony nad Motławą obiekt, nazywany przez władze gminy Modrzewiowym Dworem, od zakończenia remontu jesienią 2011 r. (koszt: 670 tysięcy złotych) jest iluminowany w porze nocnej.
Obecnie w budynku znajduje się stała ekspozycja (stroje, meble), prezentująca wnętrze domu bogatego mieszkańca Żuław Gdańskich z XVII wieku (izba kobieca – miejsce haftowania i wyszywania; biuro gospodarza; izba paradna – miejsce przyjmowania gości). Otwarcie ekspozycji, wykorzystującej dekoracje i stroje z wyprodukowanego w 2012 roku spektaklu pt. "Wesele żuławskie z XVII wieku", nastąpiło w grudniu 2013 roku. 